# Orvanne
Orvanne era una comuna nueva francesa, que estaba situada en la región de Isla de Francia, departamento de Sena y Marne, en el distrito de Fontainebleau y cantón de Montereau-Fault-Yonne, y que el uno de enero de 2016 se unió a las comunas de Épisy y Montarlot, formando la comuna nueva de Moret-Loing-et-Orvanne.

## Historia
Fue creada el 1 de enero de 2015, en aplicación de una resolución del prefecto de Sena y Marne de 2 de diciembre de 2014 con la unión de las comunas de Écuelles y Moret-sur-Loing, pasando a estar el ayuntamiento en la antigua comuna de Moret-sur-Loing.

## Demografía
| Gráfica de evolución demográfica de Orvanne entre 1800 y 2012 |
|                                                               |

Los datos entre 1800 y 2013 son el resultado de sumar los parciales de las dos comunas que formaban la comuna nueva de Orvanne, cuyos datos se han cogido de 1800 a 1999, para las comunas de Écuelles y Moret-sur-Loing de la página francesa EHESS/Cassini. Los demás datos se han cogido de la página del INSEE.

## Composición
| Comuna delegada | Código INSEE | Población (2013) | Superficie (km²) | Densidad (hab./km²) |
| --------------- | ------------ | ---------------- | ---------------- | ------------------- |
| Écuelles        | 77166        | 2489             | 11.81            | 211                 |
| Moret-sur-Loing | 77316        | 4305             | 4.94             | 871                 |